# HD 123569
HD 123569 är en ensam stjärna belägen i den mellersta delen av stjärnbilden Kentauren. Den har en skenbar magnitud av ca 4,74 och är svagt synlig för blotta ögat där ljusföroreningar ej förekommer. Baserat på parallax enligt Gaia Data Release 2 på ca 18,5 mas, beräknas den befinna sig på ett avstånd på ca 176 ljusår (ca 54 parsek) från solen. Den rör sig närmare solen med en heliocentrisk radialhastighet på ca -17 km/s. O. J. Eggen markerade stjärnan som medlem i superhopen Hyaderna.

## Egenskaper
HD 123569 är en gul till vit jättestjärna av spektralklass G9- III, som  har förbrukat förrådet av väte i dess kärna och utvecklats bort från huvudserien. Den har en radie som är ca 8 solradier och har ca 40 gånger solens utstrålning av energi från dess fotosfär vid en effektiv temperatur av ca 5 100 K.